# 깨진 유리창 이론

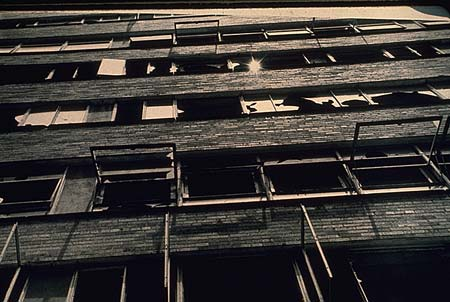
프루이트 아이고 주거단지의 깨진 유리창

깨진 유리창 이론( - 琉璃窓 理論, 영어: broken windows theory)은 미국의 범죄학자인 제임스 윌슨과 조지 켈링이 1982년 3월에 공동 발표한 깨진 유리창(영어: Fixing Broken Windows: Restoring Order and Reducing Crime in Our Communities)이라는 글에 처음으로 소개된 사회 무질서에 관한 이론이다.
깨진 유리창 하나를 방치해 두면, 그 지점을 중심으로 범죄가 확산되기 시작한다는 이론으로, 사소한 무질서를 방치하면 큰 문제로 이어질 가능성이 높다는 의미를 담고 있다.

## 사례 응용
깨진 유리창의 이론의 이런 경향은 간단한 실험을 통해 알 수 있다. 구석진 골목에 2대의 차량 모두 보닛을 열어둔 채 주차시켜두고, 차량 한 대에만 앞 유리창을 깨져있도록 차이를 두고 일주일을 관찰한 결과, 본넷만 열어둔 멀쩡한 차량은 일주일 전과 동일한 모습이었지만, 앞 유리창이 깨져있던 차량은 거의 폐차 직전으로 심하게 파손되고 훼손된 결과를 보여주었다.
깨진 유리창의 이론을 응용해서 사회 정책에 반영한 사례로는, 1980년대 뉴욕시에서 있었던 일이 대표 사례이다. 당시 여행객들에게 뉴욕의 지하철은 절대 타지 말라는 말이 있을 정도로지하철의 치안 상태가 형편없었던 것으로 알려졌지만, 깨진 유리창의 이론이 발생하지 않도록 하기 위해서 지하철 내의 낙서를 모두 지우는 것을 목표로 세우고 실천하여 실제로 지하철에서의 사건사고가 급감하였다. 한국에서는 지난 2012년 10월, 노숙인들이 많던 서울역 부근에 국화꽃 화분으로 꽃거리를 조성한 후부터 깨끗한 거리가 만들어지기 시작했다.

## 같이 보기
- 범죄심리학
- 범죄심리학자(프로파일러)
- 무관용 원칙(제로 톨러런스 폴리시)
- 방관자 효과
- 범죄예방 환경설계
- 티핑 포인트
- 스탠퍼드 감옥 실험(SPE) - 필립 짐바르도
- 밀그램 실험 - 스탠리 밀그램
- 시스템 사고
- 찰스 페로우(영어판)
  - 정상 사고(영어판)
  - 고신뢰조직(en:High reliability organization, HRO)
- 허버트 윌리엄 하인리히
  - 사고 삼각형(하인리히 법칙)